# Нонея
Но́нея, также но́ннея (лат. Nonea), — род двудольных растений, входящий в семейство Бурачниковые (Boraginaceae).

## Название
Научное название рода образовано от фамилии немецкого врача и ботаника Иоганна Филиппа Нонне (1729—1772).

## Ботаническое описание
Однолетние и многолетние травянистые растения с жёстким опушением. Листья простые, цельные.
Цветки собраны в облиственные завитки. Цветоножки короткие, при плодоношение загнутые книзу. Чашечка рассечённая на ⅙—⅔, при плодах разрастающаяся. Венчик окрашен в тёмно-пурпуровые, красные, жёлтые, сиреневатые, беловатые тона, с цилиндрической трубкой, с воронковидным отгибом, с 5 чешуйками или пучками волосков, или же с кольцом опушения в зеве. Тычинки не длиннее трубки венчика, с удлинёнными пыльниками. Пестик с головчатым или двураздельным рыльцем.
Плоды состоят из яйцевидных или почковидных эрем с гладкой или морщинистой поверхностью, при основании с утолщённым кольцевидным валиком.

## Распространение и экология
Наибольшее число видов сконцентрировано в Средиземноморье — Северной Африке, Западной Азии, также в Европе.

## Таксономия[1]
Nonea  Medik., 1789, Philos. Bot. 1: 31
Род Нонея относится к семейству Бурачниковые (Boraginaceae) порядка Бурачникоцветные (Boraginales). Кладограмма в соответствии с Системой APG IV по состоянию на июнь 2023 года:
|  |                                      |  |                                   | порядок Бурачникоцветные |  | семейство Бурачниковые - 153 ботанических рода |  | Нонея |  | 47 подтвержденных ботанических видов и 21 таксон, ожидающих подтверждения |
|  |                                      |  |                                   | порядок Бурачникоцветные |  | семейство Бурачниковые - 153 ботанических рода |  | Нонея |  | 47 подтвержденных ботанических видов и 21 таксон, ожидающих подтверждения |
|  | отдел Цветковые, или Покрытосеменные |  |                                   |                          |  |                                                |  |       |  |                                                                           |
|  |                                      |  |                                   |                          |  |                                                |  |       |  |                                                                           |
|  |                                      |  | ещё 63 порядка цветковых растений |                          |  |                                                |  |       |  |                                                                           |
|  |                                      |  |                                   |                          |  |                                                |  |       |  |                                                                           |

### Виды
- Nonea alpestris (Steven) G.Don — Нонея альпийская
- Nonea anchusoides Boiss. & Buhse
- Nonea anomala Hausskn. & Bornm.
- Nonea armeniaca (Kusn.) Grossh.
- Nonea calceolaris Nikif. & Pazij
- Nonea calycina (Roem. & Schult.) Selvi et al.
- Nonea caspica (Willd.) G.Don — Нонея каспийская
- Nonea decurrens (C.A.Mey.) G.Don — Нонея низбегающая
- Nonea dumanii Bilgili & Selvi
- Nonea echioides (L.) Roem. & Schult. — Нонея вздутая
- Nonea edgeworthii A.DC.
- Nonea flavescens (C.A.Mey.) Fisch. & C.A.Mey. — Нонея желтеющая
- Nonea heterostemon Murb.
- Nonea hypoleia Bornm.
- Nonea intermedia Ledeb. — Нонея промежуточная
- Nonea iranica Falat. & Pakravan
- Nonea kandaharensis Riedl
- Nonea karsensis Popov — Нонея карсская
- Nonea longiflora Wettst. ex Stapf
- Nonea lutea (Desr.) DC. — Нонея жёлтая
- Nonea macrantha (Riedl) A.Baytop
- Nonea macropoda Popov — Нонея крупноножковая
- Nonea macrosperma Boiss. & Heldr.
- Nonea melanocarpa Boiss. — Нонея темноплодная
- Nonea micrantha Boiss. & Reut.
- Nonea minutiflora Riedl
- Nonea monticola (Rech.f.) Selvi & Bigazzi
- Nonea ovczinnikovii Czukav.
- Nonea pallens Petrovič — Нонея бледная
- Nonea palmyrensis (Post) Sam.
- Nonea persica Boiss.
- Nonea philistaea Boiss.
- Nonea pisidica Selvi et al.
- Nonea polychroma Selvi & Bigazzi
- Nonea ×popovii Gușul. & Tarn.
- Nonea pulla (L.) DC. — Нонея тёмная, или нонея тёмно-бурая
- Nonea pulmonarioides Boiss. & Balansa
- Nonea rosea (M.Bieb.) Link — Нонея розовая
- Nonea rossica Steven — Нонея русская
- Nonea setosa (Lehm.) Roem. & Schult. — Нонея щетинистая
- Nonea stenosolen Boiss. & Balansa
- Nonea taurica (Ledeb.) Ledeb. — Нонея крымская
- Nonea turcomanica Popov — Нонея туркменская
- Nonea versicolor (Steven) Sweet — Нонея разноцветная
- Nonea vesicaria (L.) Rchb.
- Nonea vivianii A.DC.

### Синонимы
- Aipyanthus Steven, 1851
- Elizaldia Willk., 1852
- Massartina Maire, 1925
- Nephrocarya P.Candargy, 1897
- Onochilis Mart., 1817
- Oskampia Baill., 1890, nom. illeg.
- Nonnia St.-Lag., 1881